# Брин-Атін (Пенсільванія)
Брин-Атін (англ. Bryn Athyn) — місто (англ. borough) в США, в окрузі Монтгомері штату Пенсільванія. Населення — 1272 особи (2020).

## Географія
Брин-Атін розташований за координатами 40°8′28″ пн. ш. 75°4′3″ зх. д. / 40.14111° пн. ш. 75.06750° зх. д. (40.141067, -75.067401).  За даними Бюро перепису населення США в 2010 році місто мало площу 5,00 км², уся площа — суходіл.

## Демографія
Згідно з переписом 2010 року, у селищі мешкало 1375 осіб у 428 домогосподарствах у складі 316 родин. Густота населення становила 275 осіб/км².  Було 453 помешкання (91/км²).
Расовий склад населення:
| - 92,5 % — білих - 2,7 % — чорних або афроамериканців - 2,5 % — азіатів - 0,1 % — вихідців з тихоокеанських островів |

До двох чи більше рас належало 1,8 %. Частка іспаномовних становила 1,2 % від усіх жителів.
За віковим діапазоном населення розподілялося таким чином: 21,1 % — особи молодші 18 років, 62,6 % — особи у віці 18—64 років, 16,3 % — особи у віці 65 років та старші. Медіана віку мешканця становила 36,0 року. На 100 осіб жіночої статі у селищі припадало 95,0 чоловіків;  на 100 жінок у віці від 18 років та старших — 88,7 чоловіків також старших 18 років.
Середній дохід на одне домашнє господарство  становив 114 141 долар США (медіана — 97 500), а середній дохід на одну сім'ю — 138 905 доларів (медіана — 103 523). Медіана доходів становила 86 250 доларів для чоловіків та 46 667 доларів для жінок. За межею бідності перебувало 7,3 % осіб, у тому числі 7,7 % дітей у віці до 18 років та 0,0 % осіб у віці 65 років та старших.
Цивільне працевлаштоване населення становило 668 осіб. Основні галузі зайнятості: освіта, охорона здоров'я та соціальна допомога — 29,6 %, мистецтво, розваги та відпочинок — 11,4 %, виробництво — 10,6 %.